# جولخار حسنوفا
جولخار إبراهيم قيزي حسنوفا (بالأذرية: Gülxar Həsənova)(10 ديسمبر 1918 - 30 مارس 2005) - مغنية الأوبرا الأذربيجانية (سوبرانو)، وتعتبر فنانة الشعب في جمهورية أذربيجان الاشتراكية السوفيتية (1982).

## سيرتها ذاتية
ولدت جولخار حسنوفا في 10 ديسمبر لعام 1918، في قرية بيرملي التابعة لمحافظة كنجه الحالية (منطقة شمكير الحالية).
درست جولخار حسنوفا في كلية المسرح في باكو من عام 1935 إلى عام 1937. وبعدها تخرجت من معهد الدولة الأذربيجاني في عام 1959.
بدأت حياتها المهنية في مسرح المتفرجين الشباب في أذربيجان عام 1936.
بمساعدة عزير حاجبايوف، تم جولخار حسنوفا قبولها في دار الأوبرا ومسرح أكاديمية دولة أذربيجان للأوبرا والباليه في عام 1942.
مثلت جولخار حسنوفا بأدوار كثيرة من عروض الأوبرا.
في 9 ديسمبر لعام 1998، منحت جولخار حسنوفا وسام "شهرة" بأمر من رئيس جمهورية أذربيجان لخدماتها في تطوير الفن في جمهورية أذربيجان.
توفيت جولخار حسنوفا في 30 آذار 2005.

## وسام
- وسام «شهرة» 1998